# أنتليرس
أنتليرس (بالإنجليزية: Antlers, Oklahoma)‏ هي مدينة تقع بولاية أوكلاهوما في الولايات المتحدة. تبلغ مساحة هذه المدينة 7.1 (كم²)، وترتفع عن سطح البحر 156 م، بلغ عدد سكانها 2453 نسمة في عام 2010 حسب إحصاء مكتب تعداد الولايات المتحدة.

## التركيبة السكانية
حدّد مكتب تعداد الولايات المتحدة بيانات التركيبة السكانية لأنتليرس في تعداد الولايات المتحدة. في ما يلي، التركيبة السكانية حسب تعدادي 2000 و2010.

### تعداد عام 2000
بلغ عدد سكان أنتليرس 2,552 نسمة بحسب تعداد عام 2000، وبلغ عدد الأسر 1,068 أسرة وعدد العائلات 653 عائلة مقيمة في المدينة. في حين سجلت الكثافة السكانية 316.6 نسمة لكل كيلومتر مربع (820.0/ميل2). وبلغ عدد الوحدات السكنية 1,260 وحدة بمتوسط كثافة قدره 156.3 لكل كيلومتر مربع (404.8/ميل2).
وتوزع التركيب العرقي للمدينة بنسبة 78.13% من البيض و1.84% من الأمريكيين الأفارقة و14.93% من الأمريكيين الأصليين و0.08% من الأمريكيين ذوي الأصول الآسيوية و0.31% من الأعراق الأخرى و4.70% من عرقين مختلطين أو أكثر و1.76% من الهسبانيون أو اللاتينيون من أي عرق.
بلغ عدد الأسر 1,068 أسرة كانت نسبة 34.6% منها لديها أطفال تحت سن الثامنة عشر تعيش معهم، وبلغت نسبة الأزواج القاطنين مع بعضهم البعض 41.5% من أصل المجموع الكلي للأسر، ونسبة 17.4% من الأسر كان لديها معيلات من الإناث دون وجود شريك،  بينما كانت نسبة 2.2% من الأسر لديها معيلون من الذكور دون وجود شريكة وكانت نسبة 38.9% من غير العائلات. تألفت نسبة 35.5% من أصل جميع الأسر من عدة أفراد يعيشون في نفس المنزل ونسبة 20.5% كانت تتألف من شخص يعيش بمفرده يبلغ من العمر 65 عاماً أو أكثر. وبلغ متوسط حجم الأسرة المعيشية 2.28، أما متوسط حجم العائلات فبلغ 2.96.
بلغ العمر الوسطي للسكان 37.6 عاماً. وكانت نسبة 26.6% من القاطنين تحت سن الثامنة عشر، وكانت نسبة 7.1% بين الثامنة عشر والرابعة والعشرين عاماً، ونسبة 23.2% كانت واقعةً في الفئة العمرية ما بين الخامسة والعشرين والرابعة والأربعين عاماً، ونسبة 18.9% كانت ما بين الخامسة والأربعين والرابعة والستين، ونسبة 19.4% كانت ضمن فئة الخامسة والستين عاماً فما فوق. يوجد لكل 100 أنثى 77.3 ذكر، ويوجد لكل 100 أنثى في الثامنة عشر من عمرها فما فوق 71.1 ذكر.
بلغ متوسط دخل الأسرة في المدينة 17,594 دولارًا، أما متوسط دخل العائلة فبلغ 22,684 دولارًا. وكان متوسط دخل الذكور 23,958 دولارًا مقابل 16,688 دولارًا للإناث. وسجل دخل الفرد الخاص بالمدينة 11,285 دولارًا. وكانت نسبة 28.9% من العائلات ونسبة 31.6% من السكان تحت خط الفقر، وكان من هؤلاء نسبة 43.1% تحت سن الثامنة عشر ونسبة 23.2% في الخامسة والستين من العمر وما فوق.

### تعداد عام 2010
بلغ عدد سكان أنتليرس 2,453 نسمة بحسب تعداد عام 2010، وبلغ عدد الأسر 1,003 أسرة وعدد العائلات 607 عائلة مقيمة في المدينة. في حين سجلت الكثافة السكانية 304.3 نسمة لكل كيلومتر مربع (788.1/ميل2). وبلغ عدد الوحدات السكنية 1,177 وحدة بمتوسط كثافة قدره 146 لكل كيلومتر مربع (378.1/ميل2).
وتوزع التركيب العرقي للمدينة بنسبة 74.81% من البيض و0.86% من الأمريكيين الأفارقة و17.94% من الأمريكيين الأصليين و0.16% من الأمريكيين ذوي الأصول الآسيوية و0.94% من الأعراق الأخرى و5.30% من عرقين مختلطين أو أكثر و3.91% من الهسبانيون أو اللاتينيون من أي عرق.
بلغ عدد الأسر 1,003 أسرة كانت نسبة 31.9% منها لديها أطفال تحت سن الثامنة عشر تعيش معهم، وبلغت نسبة الأزواج القاطنين مع بعضهم البعض 38.3% من أصل المجموع الكلي للأسر، ونسبة 17.5% من الأسر كان لديها معيلات من الإناث دون وجود شريك،  بينما كانت نسبة 4.7% من الأسر لديها معيلون من الذكور دون وجود شريكة وكانت نسبة 39.5% من غير العائلات. تألفت نسبة 34.9% من أصل جميع الأسر من عدة أفراد يعيشون في نفس المنزل ونسبة 16.6% كانت تتألف من شخص يعيش بمفرده يبلغ من العمر 65 عاماً أو أكثر. وبلغ متوسط حجم الأسرة المعيشية 2.34، أما متوسط حجم العائلات فبلغ 3.02.
بلغ العمر الوسطي للسكان 39.8 عاماً. وكانت نسبة 25.3% من القاطنين تحت سن الثامنة عشر، وكانت نسبة 7.9% بين الثامنة عشر والرابعة والعشرين عاماً، ونسبة 22.7% كانت واقعةً في الفئة العمرية ما بين الخامسة والعشرين والرابعة والأربعين عاماً، ونسبة 23.2% كانت ما بين الخامسة والأربعين والرابعة والستين، ونسبة 20.8% كانت ضمن فئة الخامسة والستين عاماً فما فوق. وتوزع التركيب الجنسي للسكان بنسبة 46.5% ذكور و53.5% إناث.

## وصلات خارجية
- The US50 - Cities and Towns in Oklahoma State